# Owady uskrzydlone
Owady uskrzydlone (Pterygota) – owady skrzydlate lub wtórnie bezskrzydłe o odwłoku pozbawionym odnóży krocznych (typowych czy zmodyfikowanych). Owady uskrzydlone to najliczniejszy (pomijając taksony nadrzędne) takson zwierzęcy, obejmujący około 1 milion gatunków. Zamieszkują środowiska lądowe wszystkich kontynentów, a także środowisko słodkowodne i (rzadziej) morskie, przy czym przystosowanie do życia w wodzie jest wtórne. 

## Opis
Aparat gębowy
Wykształciły się u nich wszystkie typy aparatu gębowego. 
- gryząco-liżący np. pszczoła miodna
- gryząco-ssący np. wesz ludzka
- ssący np. rusałka pawik
- liżący np. mucha domowa

Skrzydła
Skrzydła występują najczęściej w liczbie dwóch par, u niektórych taksonów druga para zanika, przekształcona w przezmianki.
Odwłok
Odwłok wyraźnie segmentowany, bez odnóży krocznych, za to występują na nim przydatki płciowe oraz narządy takie jak żądło, pokładełko, gonadopody, nici odwłokowe i inne.
W rozwoju owadów uskrzydlonych wyróżnia się dwa typy przeobrażenia: zupełne i niezupełne.

## Rzędy
- błonkoskrzydłe (Hymenoptera)
- chruściki (Trichoptera)
- chrząszcze (Coleoptera)
- glebiki (syn. zoraptery) (Zoraptera)
- jętki (Ephemeroptera)
- karaczany (Blattodea)
- modliszki (Mantodea)
- motyle (Lepidoptera)
- muchówki (Diptera)
- nogoprządki (Embioptera)
- pchły (Siphonaptera)
- pluskwiaki (Hemiptera)
- prostoskrzydłe (Orthoptera)
- psotniki (syn. gryzki) (Psocoptera)
- sieciarki syn. siatkoskrzydłe (Neuroptera, syn. Planipennia)
- skorki (Dermaptera)
- straszyki (Phasmida)
- termity (Isoptera)
- wachlarzoskrzydłe (Strepsiptera)
- ważki (Odonata)
- wciornastki (syn. przylżeńce) (Thysanoptera)
- widelnice (Plecoptera)
- wojsiłki (Mecoptera)
- wszy i wszoły obecnie razem zaliczane do rzędu Phthiraptera